# Joris Wijsmuller
Joris Wijsmuller (Rosmalen, 3 november 1965) is een Nederlandse politicus van de Haagse Stadspartij. Van 2014 tot 2018 was hij wethouder van Den Haag.

## Biografie
Hij groeide op in Rosmalen en studeerde na het Hoogveldcollege te Hintham (1977-1982) Fotografie en Fotonica op de M.T.S. in Den Haag (1984-1986).
Wijsmuller was onder meer werkzaam als fotograaf, timmerman, videotechnicus en slotenmaker.
Hij werd politiek actief in de Blauwe Aanslag en voerde in Den Haag acties tegen de centrumring en de tramtunnel.
Joris Wijsmuller maakte in de jaren ’90 kranten als ‘Onze stad’ en ‘de Nieuwe Krant van Den Haag’ en werd uiteindelijk in 1998 raadslid voor de Haagse Stadspartij. De selfmade politicus werd in 2004 door de Haagse Courant uitgeroepen tot beste gemeenteraadslid. Over het wel en wee in het Haagse ijspaleis publiceerde Wijsmuller het boek ‘Haags Zuur’, een bundeling van columns en foto’s.
Inzet bij de raadsverkiezingen van maart 2014 was het geplande cultuurcentrum op het Spui, een combinatiegebouw voor het Koninklijk Conservatorium, het Residentie Orkest en het Nederlands Danstheater. Wijsmuller en zijn Stadspartij maakten zich tolk van het massale verzet tegen de "megalomane plannen". Ze werden beloond met een flinke zetelwinst.  Wijsmuller werd wethouder en legde het fractievoorzitterschap neer. Peter Bos volgde hem op.
Van mei 2014 tot juni 2018 was hij wethouder van de gemeente Den Haag met als portefeuille Stadsontwikkeling, Wonen, Duurzaamheid en Cultuur (SWDC) in het algemeen en het stadsdeel Segbroek in het bijzonder. Hieronder vallen onder andere Ruimtelijke ordening, Wonen, Duurzaamheid, Gebiedsontwikkeling Spuikwartier, Cultuur, Bibliotheken en Monumentenzorg.

## Trivia
De overgrootvader van Joris Wijsmuller (Jan Hillebrand Wijsmuller) was kunstschilder in de traditie van de Haagse School.
- Nederlandse Thesaurus van Auteursnamen: 291522092
- RKD-Nederlands Instituut voor Kunstgeschiedenis: 460516
- Virtual International Authority File: 284403093
- WorldCat: E39PBJcgvFFcbGWgmh7ypPV6Kd